# Boekhandel Gillissen & Co
Boekhandel Gillissen & Co was een onafhankelijke Nederlandse boekhandel die gevestigd was aan de Rijksstraatweg 125 in Haarlem.

## Geschiedenis
De winkel is in de jaren vijftig van de twintigste eeuw begonnen als filiaal van De Erven Loosjes, destijds een befaamde boekhandel aan de Grote Houtstraat 100 in Haarlem.
Toen in 1970 de hoofdvestiging werd opgeheven, werd Loosjes Boeken als zelfstandige boekwinkel gecontinueerd. In 1999 namen Nannie Gillissen en Anneke Lissenberg de winkel over van Harrij en Tiny Cats. Zij besloten de zaak voort te zetten onder eigen naam.
Het pand waarin de boekwinkel was gevestigd, is niet gebouwd als winkel. Pas in de jaren dertig van de twintigste eeuw is de voorgevel verbouwd, zodat twee even grote etalages werden gecreëerd. Destijds was voor in het pand de winkel en werd achterin gewoond. Later werd de hele ruimte als boekwinkel gebruikt.
Begin juni 2020 maakte Lissenberg wereldkundig dat ze de winkel na 21 jaar zou sluiten, met als laatste winkeldag zaterdag 18 juli. Het runnen van de goedlopende winkel viel haar steeds zwaarder, vertelde ze tegen Judy Nihof van het Haarlems Dagblad (4 juni 2020). 'Het voelt te alleen [zonder Nannie].' Na een vakantie van twee maanden zou ze parttime gaan werken in de Kennemer Boekhandel, eveneens in Haarlem-Noord gelegen.  Een groot deel van de boekencollectie van Gillissen & Co verhuisde mee naar de Kennemer Boekhandel.

## Nannie Gillissen
Eigenaresse Nannie Gillissen (Haarlem, 4 september 1952 - Haarlem, 11 juni 2019) studeerde na het Karel van Manderlyceum sociologie aan de Universiteit van Amsterdam. In de jaren zeventig figureerde ze met haar jongere zusjes Margreet Gillissen in het Haarlemse actiewezen. Dat leverde geen ruzie op met haar ouders, die steunden de twee meisjes en hadden geen bezwaar dat op zolder het stencilapparaat zelden stilstond. Bekend is dat ze met zeven andere leerlingen van haar school 48 uur in hongerstaking ging.
Na haar studie kon ze als socioloog geen baan vinden en ging daarom aan de slag bij Boekhandel Blokker in Heemstede. Dat werk paste haar perfect. In 1999 besloot ze dat ze toe was aan een eigen zaak en kocht ze met Anneke Lissenberg, die ze had leren kennen tijdens haar studie in Amsterdam en bij KPN als onderzoeker werkte, de toenmalige Boekhandel Loosjes. De stripboeken, kantoorartikelen en tijdschriften verdwenen, zodat er meer plaats was voor boeken. De collectie telt tussen de 4.000 tot 5.000 titels. ‘Zo min mogelijk stapels en zoveel mogelijk titels’, was haar devies.

## Jubileum
In 2009 vierde boekhandel Gillissen & Co zijn tienjarig bestaan. Bij die gelegenheid heeft de zaak een boek met  foto's van Haarlem-Noord uitgegeven, getiteld Haarlem-Noord in beeld en samengesteld door Lenie Peetoom.